# Fonction de Scorer
Les fonctions de Scorer (du nom du mathématicien R. S. Scorer) sont des fonctions spéciales notées Gi(x) et Hi(x). 
Les deux fonction Hi(x) et –Gi(x) résolvent l'équation 
{\displaystyle y''(x)-x\ y(x)={\frac {1}{\pi }},}
et sont données par :
{\displaystyle \mathrm {Gi} (x)={\frac {1}{\pi }}\int _{0}^{\infty }\sin \left({\frac {t^{3}}{3}}+xt\right)\,\mathrm {d} t,}
{\displaystyle \mathrm {Hi} (x)={\frac {1}{\pi }}\int _{0}^{\infty }\exp \left(-{\frac {t^{3}}{3}}+xt\right)\,\mathrm {d} t.}

Graphe de Gi(x) et de Hi(x).

Les fonctions de Scorer peuvent aussi être définies à l'aide des fonctions d'Airy :
{\displaystyle {\begin{aligned}\mathrm {Gi} (x)&{}=\mathrm {Bi} (x)\int _{x}^{\infty }\mathrm {Ai} (t)\,\mathrm {d} t+\mathrm {Ai} (x)\int _{0}^{x}\mathrm {Bi} (t)\,\mathrm {d} t,\\\mathrm {Hi} (x)&{}=\mathrm {Bi} (x)\int _{-\infty }^{x}\mathrm {Ai} (t)\,\mathrm {d} t-\mathrm {Ai} (x)\int _{-\infty }^{x}\mathrm {Bi} (t)\,\mathrm {d} t.\end{aligned}}}

## Propriétés
On a :
{\displaystyle \mathrm {Gi} (0)={\frac {1}{2}}\mathrm {Hi} (0)={\frac {1}{3}}\mathrm {Bi} (0)={\frac {1}{3^{\frac {7}{6}}\Gamma ({\frac {2}{3}})}}\simeq 0,2049755424...}
{\displaystyle \mathrm {Gi} '(0)={\frac {1}{2}}\mathrm {Hi} '(0)={\frac {1}{3}}\mathrm {Bi} '(0)={\frac {1}{3^{\frac {5}{6}}\Gamma ({\frac {1}{3}})}}\simeq 0,1494294524...}